# Cahir O'Doherty

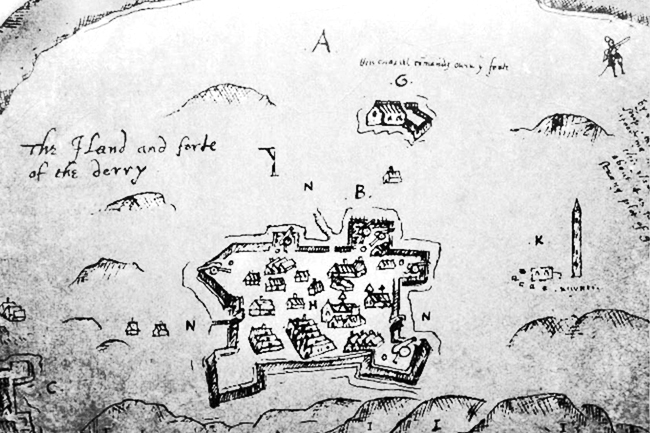
Una de las representaciones más antiguas de Derry, Irlanda. Derry fue saqueada y quemada por los clanes O'Doherty y McDavitt en 1608.

Cahir O'Doherty (en irlandés: Cathaoir Ó Dochartaigh, Caṫaoir Ó Doċartaiġ, 1587-1608) fue el último lord irlandés de Inishowen en el noroeste de Irlanda. O'Doherty era un destacado lealista durante la Rebelión de Tyrone y se hizo conocido como el Queen's O'Doherty ("O'Doherty de la Reina") por su servicio del lado de la Corona durante los combates. Después de la guerra, O'Doherty tenía la ambición de convertirse en cortesano y solicitó un puesto en la casa de Enrique Federico, príncipe de Gales, pero cada vez se encontraba más en desacuerdo con los funcionarios irlandeses como el lord teniente Sir Arthur Chichester y el gobernador de Derry Sir George Paulet. En 1608 encabezó la Rebelión de O'Doherty, tomando Derry de Paulet y quemando la ciudad entera. O'Doherty fue asesinado posteriormente en la batalla de Kilmacrennan, y la rebelión rápidamente colapsó.

## Primeros años
Cahir era hijo de Sir John O'Doherty, el jefe de los O'Doherty y el gobernante efectivo de Inishowen. Una de las hermanas menores de Cahir era Rosa O'Doherty, quien se casó primero con Cathbarr O'Donnell y luego con Owen Roe O'Neill. Su hija, de Mary Preston, Eleanor, se casó con Sir William Brownlow, el fundador de una prominente familia terrateniente que más tarde adquirió el título de Barón Lurgan.
Tenía catorce años cuando su padre murió y tuvo que pasar los siguientes años para hacerse con el control total de su señoría. El padre adoptivo de Cahir era Phelim Reagh MacDavitt (Mac Daibhéid). Cahir fue nombrado caballero por lord Mountjoy, y durante un tiempo pareció dispuesto a trabajar amistosamente con las autoridades inglesas: encontró un fuerte apoyo en Sir Henry Docwra, el primer gobernador de Derry. Su matrimonio con Mary Preston, hija del 4.º Vizconde Gormanston, lo alió con algunos de los principales nobles del Pale, incluyendo a Thomas FitzWilliam, quien en 1608 tuvo que ser fiador del buen comportamiento de O'Doherty. O'Doherty y Niall Garve O'Donnell, el principal rival de Red Hugh O'Donnell por el liderazgo de la dinastía O'Donnell, fueron los principales jefes gaélicos que apoyaban a la Corona inglesa, tras lo cual esperaba ganar favores a través de una política de moderación que parecía estar funcionando.

## Rebelión de O'Doherty

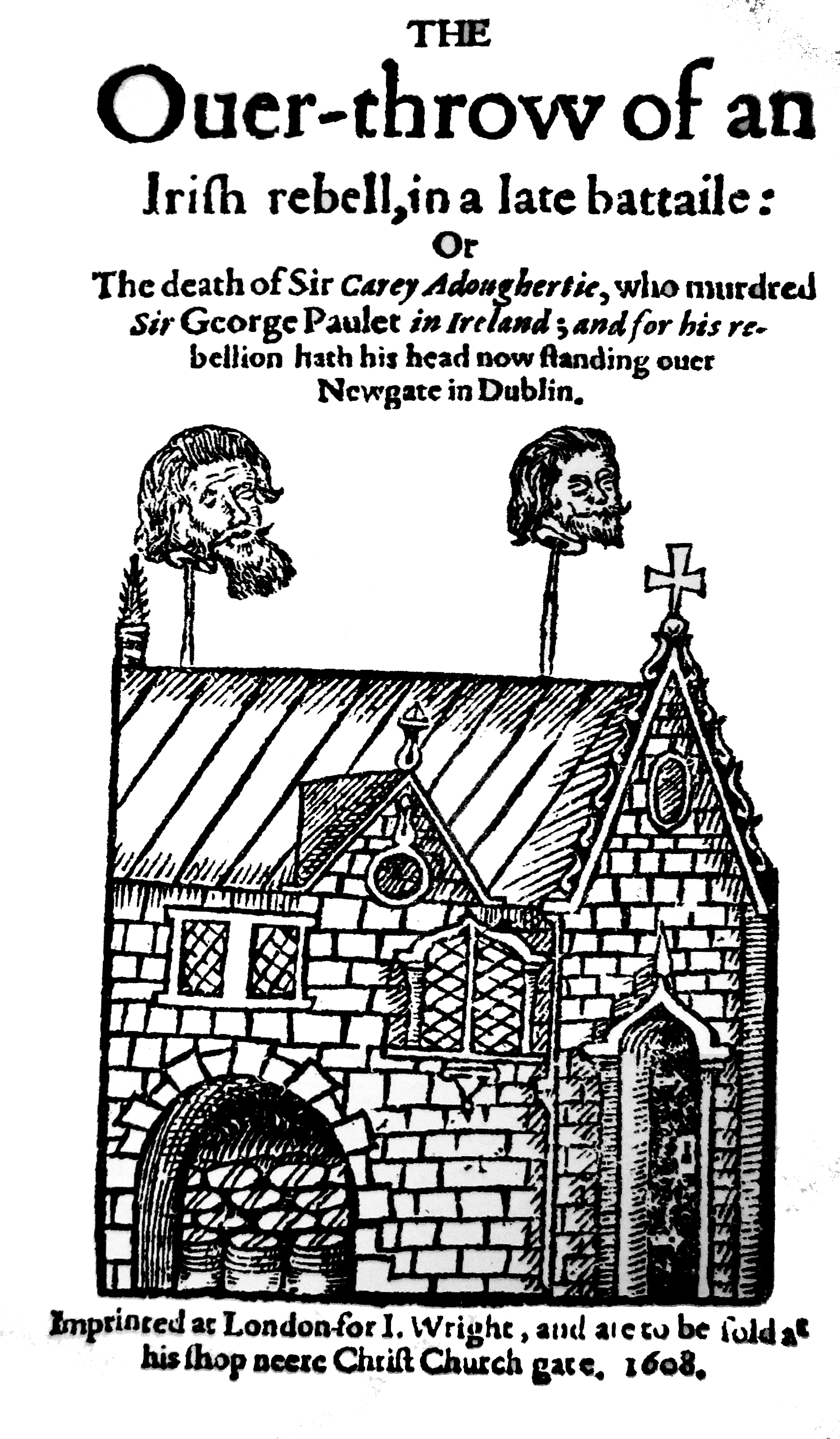
Newgate, Dublín. 1608. Mostrando las cabezas de los rebeldes irlandeses Cahir O'Doherty (derecha) y Felim Riabhach McDavitt (izquierda).

Atrapado en conspiraciones causadas por la Fuga de los Condes y enojado por la confiscación de sus tierras para la colonización del Úlster, en 1608 Sir Cahir saqueó y quemó la ciudad de Derry y el padre adoptivo de Cahir, Felim Riabhach McDavitt mató al sucesor de Docwra  como gobernador, Sir George Paulet, con quien Cahir se había peleado repetidamente. Paulet fue acusado por algunos de incitar a O'Doherty a la rebelión por una serie de insultos, y también se dice que lo agredió. Niall Garve O'Donnell, anteriormente un partidario leal de la Corona inglesa, también fue acusado de apoyar la rebelión. Los motivos precisos de O'Doherty para la rebelión no están claros, y su oportunidad también es algo así como un acertijo, especialmente cuando el Consejo Privado de Irlanda acababa de ordenar que le devolvieran el resto de sus tierras. Tomar venganza de Paulet fue quizás un motivo suficiente en sí mismo.
O'Doherty fue asesinado cerca de Kilmacrennan después de una escaramuza con una fuerza de contraataque bajo el mando de lord Powerscourt. Su cabeza cercenada aparentemente se exhibió en Dublín durante un tiempo después. Niall Garve O'Donnell y su hijo Neachtain fueron arrestados y enviados a la Torre de Londres, donde acabaron falleciendo.